# Rivière à la Corne
Pour les articles homonymes, voir Corne.
La rivière à la Corne est un affluent de la rive est de la rivière Trenche, coulant généralement vers le sud-ouest, dans la réserve écologique J.-Clovis-Laflamme, dans le territoire non organisé de Lac-Ashuapmushuan, dans la municipalité régionale de comté (MRC) Le Domaine-du-Roy, dans la région administrative de Saguenay-Lac-Saint-Jean, au Québec, au Canada.
L’activité économique du bassin versant de la rivière à la Corne est la foresterie. Le cours de la rivière coule entièrement en zones forestières.

## Géographie
La rivière à la Corne prend sa source à l’embouchure du lac du Canard (longueur : 1,6 km ; altitude : 469 m) dans le Réserve écologique J.-Clovis-Laflamme.
À partir de l’embouchure du lac du Canard, la rivière à la Corne coule sur 29,0 km, selon les segments suivants :
- 3,0 km vers le sud-est jusqu'à la rive nord du lac à la Corne ;
- 3,2 km vers le sud en traversant le lac à la Corne (altitude : 443 m) sur sa pleine longueur, jusqu'au barrage situé à son embouchure ;
- 11,0 km vers le sud-ouest en traversant une petite vallée encavée, jusqu’à la limite du canton de Chabanel ;
- 2,0 km vers le sud dans le canton de Chabanel, en traversant le lac Cornet (longueur : 1,1 km ; altitude : 357 m) sur sa pleine longueur, jusqu’au barrage situé à son embouchure ;
- 3,5 km vers le sud-ouest, jusqu’à un ruisseau (venant de l'ouest) ;
- 6,3 km vers le sud-ouest, jusqu'à la confluence de la rivière[2].

La rivière à la Corne se déverse sur la rive est de la rivière Trenche dans le canton de Chabanel. Cette confluence est située à :
- 35,6 km au nord-est du réservoir Blanc ;
- 85,0 km au nord du centre du village de La Tuque.

## Toponymie
Le toponyme rivière à la Corne a été officialisé le 5 décembre 1968 à la Commission de toponymie du Québec.